# Molophilus (Promolophilus) brobdingnagius
Molophilus (Promolophilus) brobdingnagius is een tweevleugelige uit de familie steltmuggen (Limoniidae). De soort komt voor in het Oriëntaals gebied.